# Érik Friess
Pour les articles homonymes, voir Friess.
Érik Friess, né le 18 septembre 1977, est un escrimeur français.

## Carrière
Il est médaillé d'argent en fleuret par équipes aux Championnats d'Europe d'escrime 2002 à Moscou.
Il est maître d'armes auprès du club Hénin Beaumont.